# Ranbir Singh
Pour les articles homonymes, voir Singh.
Ranbir Singh est le maharaja de l'État princier de Jammu-et-Cachemire, au sein du raj britannique, de 1856 à 1885. Son fils Pratap Singh lui succède.